# Instituto Valenciano de Investigaciones Económicas
El Instituto Valenciano de Investigaciones Económicas (Ivie) es un centro dedicado al desarrollo y fomento de la investigación económica y la proyección de la misma en el ámbito nacional e internacional. 
Fue creado en 1990 por la Generalidad Valenciana, aunque cuenta con el apoyo de algunas fundaciones privadas y bancarias, como CaixaBank, la Fundación BBVA, la Fundación Mediterráneo, Ford-España, la Fundación de las Cajas de Ahorros y la Fundación Cañada Blanch.

## Actividades del Ivie
En el ámbito de la investigación económica, el IVIE trabaja en los siguientes campos:
- Realización de trabajos y estudios, organización de congresos científicos, emisión de publicaciones especializadas...
- Creación bancos de datos que mejoran la información económica.
- Promoción de la formación de personal investigador especializado y la consolidación de equipos de especialistas, y asegura la continuidad de líneas de investigación económica de interés general.
- Contribución a establecer conexiones entre el trabajo de investigación y las decisiones de los agentes económicos.
- Ofrecimiento de información y asistencia técnica sobre temas económicos a las instituciones y empresas públicas o privadas que lo demandan.
- Fomento de las relaciones con instituciones científicas nacionales y extranjeras, promoviendo el desarrollo de redes de colaboración.

## Colaboración
Para el desarrollo de sus investigaciones, el IVIE trabaja en estrecha colaboración con las universidades valencianas. Un grupo de profesores de la Universidad de Valencia, la Universidad de Alicante, la Universidad Jaime I y otras universidades dirigen los estudios e investigaciones del Instituto, garantizando con su prestigio académico la calidad de los trabajos desarrollados.
En el 2011, el Ivie creó la Fundación Ivie de la Comunitat Valenciana con la finalidad de mejorar su colaboración con el entorno y ampliar sus actividades. Dentro de esta línea de actuación, desde 2013 el Ivie es un instituto de investigación adscrito a la Universidad de Valencia.

## Proyectos
El Ivie ha desarrollado durante los últimos años diversas líneas de investigación, estructuradas en torno a temas diversos, como la capitalización y crecimiento; el capital humano, la educación y el empleo; el capital social; la banca y las finanzas; la economía internacional y la competitividad (EU KLEMS); el diseño y la evaluación de políticas públicas; estudios de impacto económico; la financiación autonómica; la contribución y la financiación de las universidades; estudios sectoriales; la demografía y la inmigración; la distribución de la renta; la economía valenciana; así como la generación de bases de datos.